# バリャドリッド国際映画祭

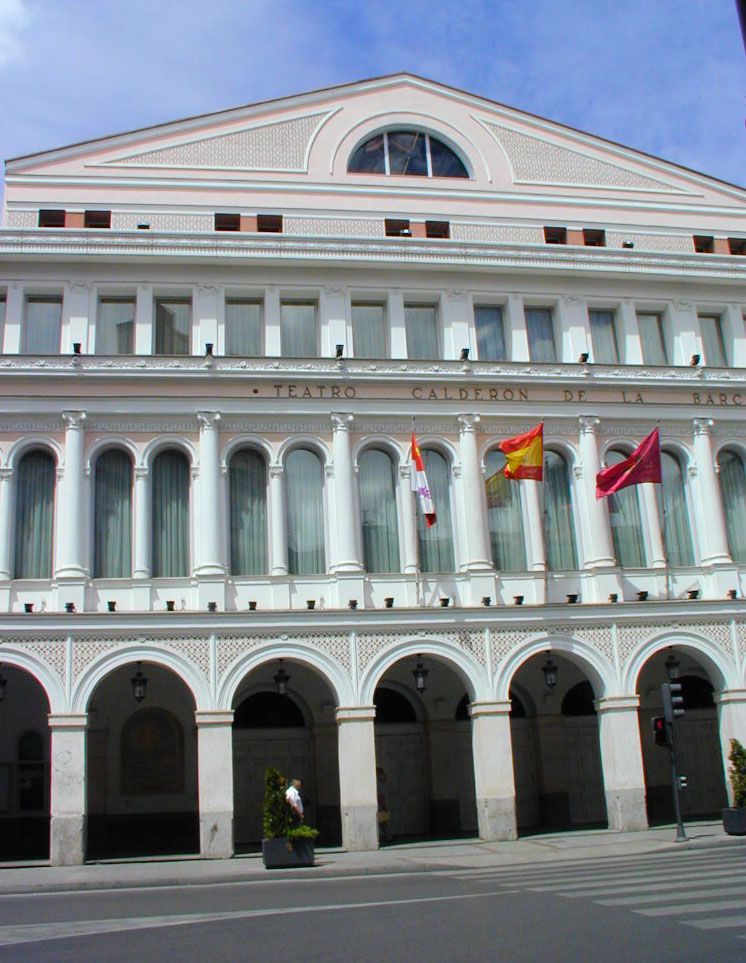
本部が置かれるカルデロン劇場

バリャドリッド国際映画祭（スペイン語: Semana Internacional de Cine de Valladolid, 略称: スペイン語: Seminci）は、スペイン・バリャドリッドで毎年開催される映画祭。1956年設立。特にインディペンデント映画や作家主義映画に重点を置いているとされる。

## 特色
スペインであまり知られていなかった映画監督や映画作品を紹介してきた歴史を持ち、イングマール・ベルイマン、ルイス・ブニュエル、フランソワ・トリュフォー、アンジェイ・ワイダ、フェデリコ・フェリーニ、エルマンノ・オルミ、ユルマズ・ギュネイ、スタンリー・クレイマーなどの作品が本映画祭に登場した。